# Milliyet
A Milliyet egy török napilap, melyet a Doğan Media Group ad ki.

## Története
Az újság első példányát Ali Naci Karacan adta ki 1950. május 3-án, akkor még a Nuri Akça Matbaası nyomda segítségével. Az első, saját nyomdában készült kiadás 1954. október 1-jén jelent meg. A Milliyet első logóját İrfan Başar tervezte. 1960-ban az újságot kiadó cég a Milliyet Gazetecilik A.Ş nevet vette fel. 1979. június 20-án a cég tulajdonosa Aydın Doğan üzletember lett. 1993-ban a szerkesztőség az új Doğan Medya Center Isztambul Bağcılar kerületében található épületébe költözött.
1994 óta a Milliyet felirat alatt a Basında Güven (Bizalom a sajtóban) szlogen olvasható.
2003 óta a Doğan Media Group tulajdonában lévő Doğan Gazetecilik A.Ş kiadó jelenteti meg az újságot.